# Fromis 9
fromis_9(프로미스나인)은 대한민국의 5인조 걸 그룹이다.
2017년에 방영된 《아이돌학교》의 참가자 중 9명이 선발돼 2017년 9월에 결성되었다. 정식 데뷔일은 2018년 1월 24일이다.
그룹명은 'from'과 아이돌학교(Idol School)의 약자 'is'를 조합한 것으로, 멤버들이 아이돌학교 출신임을 의미하는 것과 더불어 '최고의 걸 그룹이 되겠다는 팬들에 대한 멤버들의 약속'이라는 뜻도 담겨 있다. 팬덤명인 '플로버'(flover)는 fromis_9의 'f'와 'lover'를 조합한 것으로서, 프로미스나인을 사랑하는 사람이자 프로미스나인이 사랑하는 사람이라는 뜻을 담고 있다.
데뷔 이래 플레디스 엔터테인먼트에서 프로듀싱을 전담해왔다.

## 활동

### 2017년: 결성 및 프리데뷔, 《유리구두》

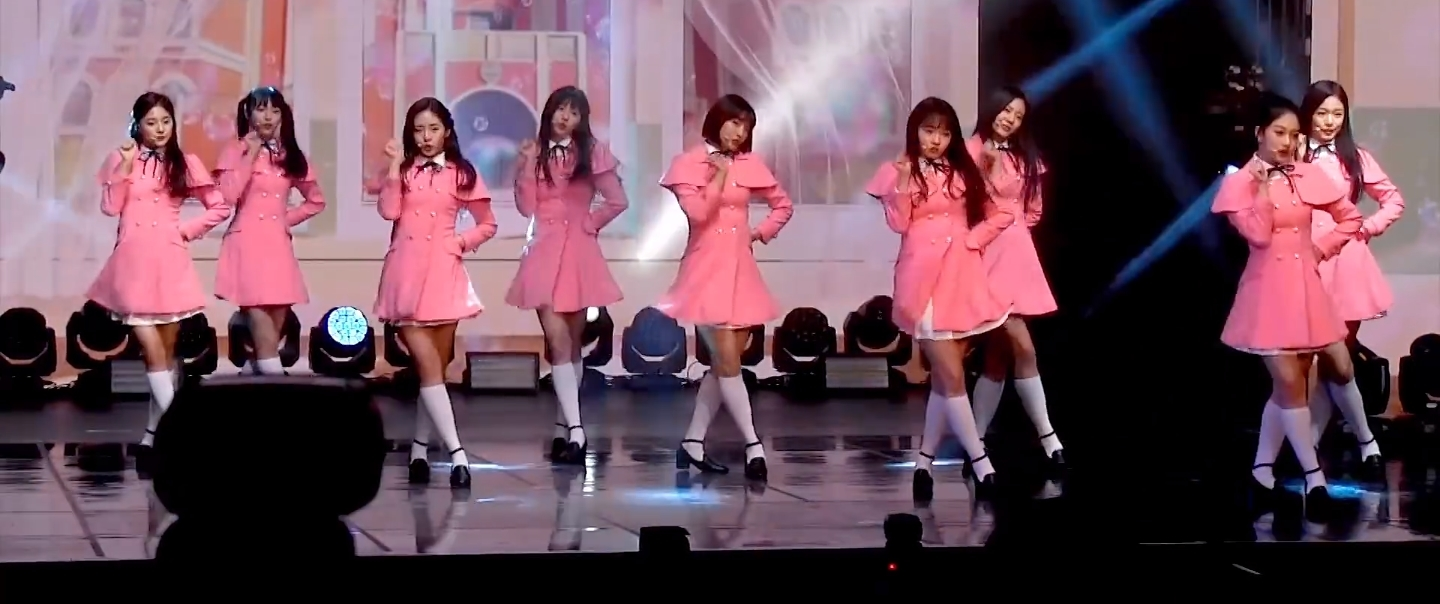
2018년 1월 24일 쇼케이스에서 《To Heart》공연 중인 fromis_9

7월 13일부터 서바이벌 오디션 프로그램 《아이돌학교》가 방영되었으며, 참가자 중 최종 선발된 9명으로 9월 29일에 팀이 결성되었다. 당초 그룹명은 'fromis_'(프로미스)였으나, 11월 24일 데뷔 멤버 9명을 뜻하는 숫자 9를 추가해 'fromis_9'으로 확정되었다.
11월 29일, 일본 요코하마 아레나에서 열리는 엠넷 아시안 뮤직 어워드(MAMA)에 출연해 《유리구두》의 첫 무대를 선보였고, 다음날 이 곡으로 프리데뷔하는 것이 결정되었다. 12월 15일, KBS2 《뮤직뱅크》를 시작으로, 12월 21일 M.net 《엠카운트다운》, 12월 23일 MBC 《쇼! 음악중심》에도 첫 출연했다.

### 2018년: 공식 데뷔, 《To. Heart》, 《To. Day》, 《From.9》
1월 24일, 데뷔 앨범이자 첫 미니앨범 《To. Heart》를 발매했고, 데뷔 쇼케이스를 개최했다. 1월 25일 M.net의 엠카운트다운에 출연해 수록곡 〈환상속의 그대〉와  타이틀 곡 〈To heart〉를 선보였다. 2월 25일 《SBS 인기가요》에서 마지막 방송을 했다.

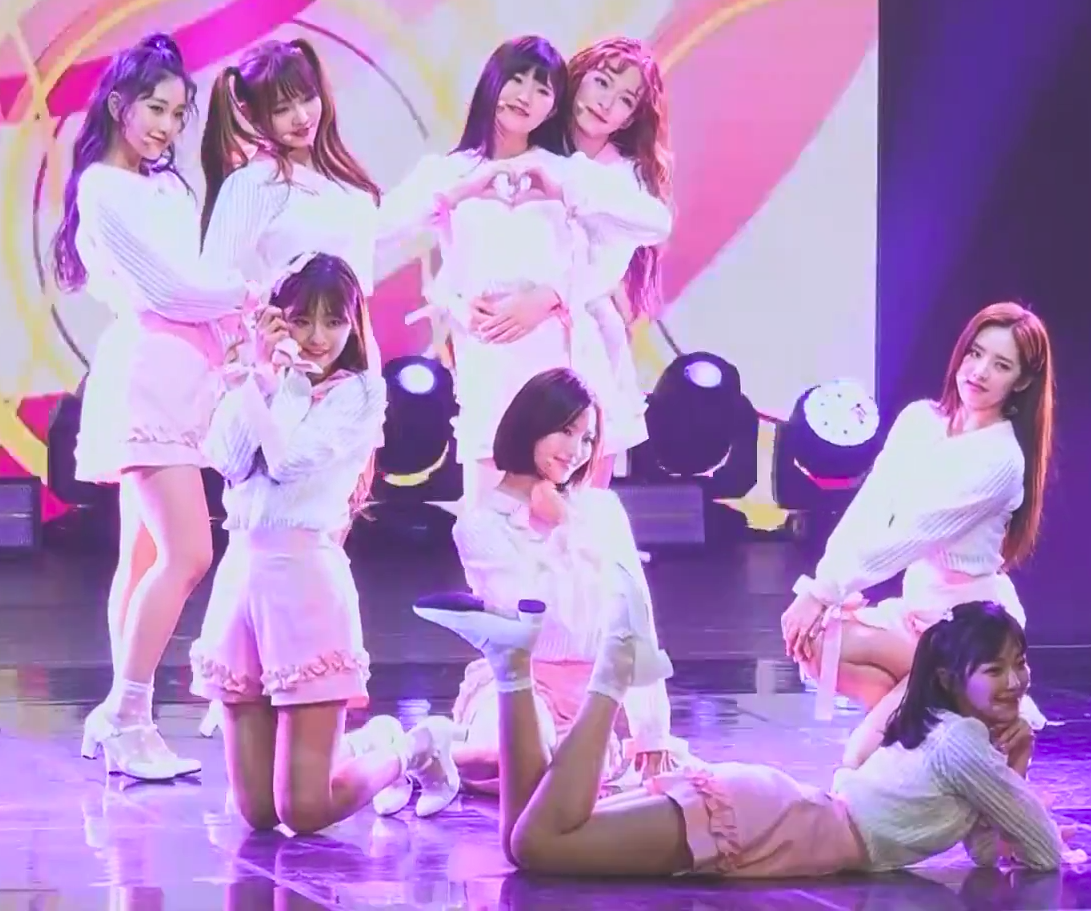
2018년 6월 5일 2번째 미니앨범 To. Day 쇼케이스에서 fromis_9

6월 5일, 2번째 미니앨범 《To. Day》로 컴백했다. 타이틀 곡은 〈두근두근(DKDK)〉으로 멤버 송하영, 박지원, 이서연이 직접 작사에 참여했으며, 1번 트랙 〈다가가고 싶어〉는 멤버 전원이 함께 작사했다. 6월 15일부터 《PRODUCE 48》 출연하는 멤버 장규리를 제외한 8인 체제로 활동을 시작했다. 7월 18일부터 22일까지 수록곡 〈22세기 소녀〉 무대를 음악방송에서 선보였으며, 7월 24일 《SBS 인기가요》에서 마지막 방송을 하였다. 장규리는 8월 24일 방송된 3차 순위발표식에서 25위를 기록하여 프로듀스 48을 마감했다.
10월 10일, 스페셜 싱글앨범 From.9을 발매하고 컴백했다. 타이틀 곡은 〈LOVE BOMB〉. 2번째 미니앨범 타이틀 곡이었던 〈두근두근〉과 수록곡 〈22세기 소녀〉는, 당시 함께 활동하지 못했던 장규리가 복귀하여 9명 완전체로 새롭게 녹음한 버전과 신곡 〈DANCING QUEEN〉과 〈물들어〉가 수록되었다.

### 2019년: 《FUN FACTORY》

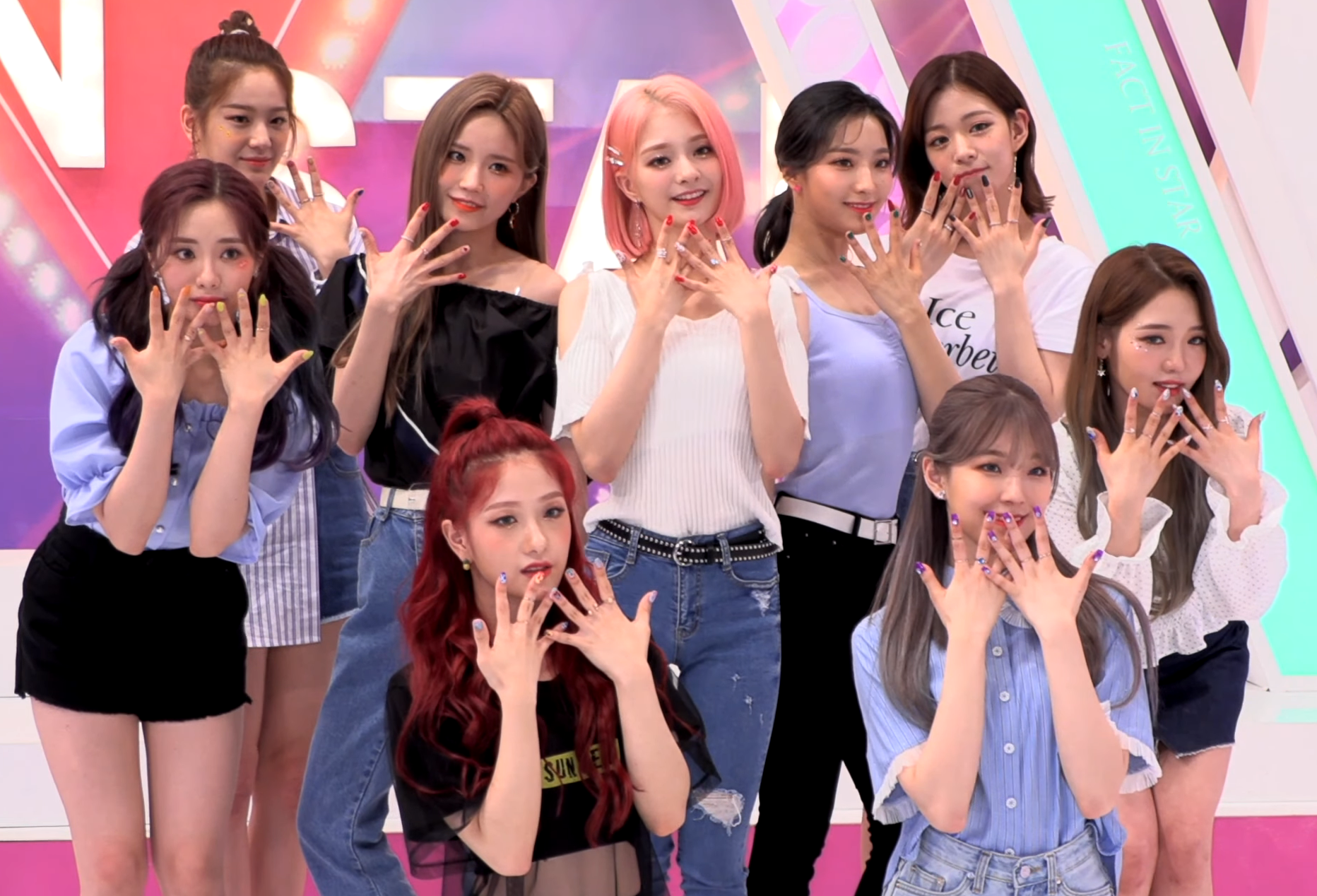
2019년 6월 모습

6월 4일, 첫 싱글앨범 《FUN FACTORY》으로 컴백하였다. 타이틀 곡은 〈FUN!〉이며 〈LOVE RUM PUM PUM〉, 〈FLY HIGH〉가 수록되었다. 〈FLY HIGH〉의 작사, 작곡에 멤버 송하영, 박지원이 참여하였다.

### 2020년: 《My Little Society》
1월부터 코로나바이러스감염증-19가 유행하여 활동에 제약을 받으면서 휴식기가 1년 이상으로 길어지게 되었다.
9월 16일, 3번째 미니앨범 《My Little Society》으로 컴백하였으며, 타이틀 곡은 〈Feel Good (SECRET CODE)〉이다. 멤버 이서연의 다리 부상으로 인해 8인 체제로 활동하였다.

### 2021년: 《9 WAY TICKET》, 《Talk & Talk》
5월 17일, 2번째 싱글앨범 《9 WAY TICKET》으로 컴백하였고, 타이틀 곡 〈WE GO〉로 활동하였다.
모바일 배틀그라운드와 콜라보레이션을 하면서 게임에서 fromis 9의 노래들이 나오게 됐다.
8월 16일, 소속사가 오프더레코드 엔터테인먼트에서 플레디스 엔터테인먼트로 변경되었다. 멤버 장규리는 이전 소속사와 체결한 원 계약 조건을 유지했고, 나머지 8명은 플레디스 엔터테인먼트와 새 전속계약을 체결했다.
9월 1일, 스페셜 싱글앨범 《Talk & Talk》으로 컴백하였다. 9월 7일, 《더 쇼》에서 '더 쇼 Choice'에 선정되면서, 음악방송에서 첫 1위를 했다. 이 날은 팀이 결성된 지 1440일째, 데뷔한 지 1323일째가 되는 날이었다.

### 2022년: 《Midnight Guest》, 《From Our Memento Box》, 멤버 장규리 탈퇴
1월 17일, 4번째 미니앨범 《Midnight Guest》로 컴백하였고, 타이틀 곡 〈DM〉으로 활동했다.
2월 27일, 멤버 백지헌이 심리적 불안 증세로 활동을 일시 중단했다.
4월 18일, 멤버 백지헌의 컨디션이 회복되어 22일부터 3일간 진행되는 팬미팅을 통해 일부 활동을 재개했다. 본인은 모든 스케줄 복귀를 원하고 있으나, 소속사인 플레디스는 백지헌의 건강을 최우선으로 두고 이를 유동적으로 운영할 계획이라고 밝혔다.
6월 27일, 5번째 미니 앨범 《From Our Memento Box》으로 컴백하였다. 원래는 컴백 당일 쇼케이스를 열 계획이었으나, 전날 멤버 5명이 탑승한 차량에 교통사고가 나 멤버들이 경미한 부상을 입었기 때문에 쇼케이스가 취소되었다. 타이틀 곡 〈Stay This Way〉로 7월 8일 뮤직뱅크에서 첫 1위를 하는 등 음악방송 5관왕을 기록하였다.
7월 28일, 멤버 장규리가 계약이 만료돼 팀을 탈퇴한다고 발표되었다. 공식 탈퇴일은 7월 31일이며, 그룹은 8인 체제로 개편되었다.
10월 28일, 멤버 이새롬, 이서연이 컨디션 난조로 활동을 일시 중단했다. 소속사는 멤버의 건강을 최우선으로 두고 6인 체제, 7인 체제로 유동적으로 운영할 계획이라고 밝혔다. 2명은 휴식을 가진 후 연말에 활동을 재개했다.

### 2023년: 활동 일시 중단, 《Unlock My World》
2월 14일, 첫 8인 완전체로서 3월 중순에 첫 정규 앨범을 발매하고 컴백한다고 YTN이 단독 보도했다. 그러나 멤버들이 활발히 활동해온 위버스와 인스타그램 등의 플랫폼에서 2월 말부터 3월 28일까지 활동을 중단했고, 3월 컴백은 진행되지 않았으며, 봄에 예정되어 있던 콘서트 일정까지 취소되었다. 유튜브 채널에 '봄방학'이라는 시리즈 영상이 1주일마다 게시된 것이 사실상 유일한 활동이었다. 공지 없이 잠적이 길어지자 걱정하는 팬들이 늘어났고, 한편에서는 소속사가 멤버들과 팬들간 소통을 막고 있다는 의혹과 해체설이 돌았다. 그러나 3월 29일부터 멤버들이 순차적으로 활동을 재개했고, 이 사건은 미스터리로 남았다.
6월 5일, 첫 정규 앨범 《Unlock My World》를 발매하고 8인 완전체로 컴백하였다. 타이틀 곡은 〈#menow〉이며, 수록곡 〈눈맞춤〉을 멤버 전원이 공동 작사하고 멤버 송하영은 작곡에도 참여하였다.
12월 15일, 멤버 이채영이 컨디션 난조로 활동을 일시 중단했다. 소속사는 멤버의 건강을 최우선으로 두고 7인 체제로 유동적으로 운영할 계획이라고 밝혔다. 이후 12월 25일 SBS 가요대전 연말 무대에 참여하며 활동을 재개했다.

### 2024년: 《Supersonic》, 계약 종료
8월 12일, 3번째 싱글앨범 《Supersonic》를 발매하고 컴백했다.
11월 29일, 소속사 플레디스 엔터테인먼트는 12월 31일 계약이 종료되며 그 전 23일 팬송 발매를 한다고 밝혔다.

### 2025년: 소속사 이전 및 5인조 개편, 《From Our 20's》
1월 26일, 송하영, 박지원, 이채영, 이나경, 백지헌 5인의 멤버가 신생기획사 어센드와 전속 계약을 체결하였다. 나머지 멤버들 3명의 거취는 정해지지 않았다. 탈퇴를 할지 함께 활동 할지 공식적으로 밝혀지지 않았다.
3월 26일, 어센드와 계약한 5인의 멤버들과 프로미스나인으로 팀 활동을 이어나간다고 밝혔다.
6월 25일, 6번째 미니 앨범 《From Our 20's》으로 컴백하였다.
7월 5일, 워터밤 서울에 참가한다.

## 구성원
| 이름   | 소개                                                                                                  |
| ------ | --- |
| 송하영 | - 생년월일 : 1997년 9월 29일(27세) - 출생지 : 대한민국 광주광역시 광산구 - 활동기간 : 2018년~         |
| 박지원 | - 생년월일 : 1998년 3월 20일(27세) - 출생지 : 대한민국 부산광역시 해운대구 - 활동기간 : 2018년~       |
| 이채영 | - 생년월일 : 2000년 5월 14일(25세) - 출생지 : 대한민국 경상북도 포항 북구 흥해읍 - 활동기간 : 2018년~ |
| 이나경 | - 생년월일 : 2000년 6월 1일(25세) - 출생지 : 대한민국 광주광역시 - 활동기간 : 2018년~                 |
| 백지헌 | - 생년월일 : 2003년 4월 17일(22세) - 출생지 : 대한민국 전라남도 보성군 벌교읍 - 활동기간 : 2018년~    |

### 이전 구성원
| 이름   | 소개                                                                                                 |
| ------ | --- |
| 장규리 | - 생년월일 : 1997년 12월 27일(27세) - 출생지 : 대한민국 서울특별시 은평구 - 활동기간 : 2018년~2022년 |
| 이새롬 | - 생년월일 : 1997년 1월 7일(28세) - 출생지 : 대한민국 강원도 춘천시 - 활동기간 : 2018년~2025년       |
| 노지선 | - 생년월일 : 1998년 11월 23일(26세) - 출생지 : 대한민국 서울특별시 노원구 - 활동기간 : 2018년~2025년 |
| 이서연 | - 생년월일 : 2000년 1월 22일(25세) - 출생지 : 대한민국 서울특별시 양천구 - 활동기간 : 2018년~2025년  |

## 음반 목록

### 정규 앨범
| 번호 | 앨범 정보                                | 트랙 리스트 |
| ---- | ---------------------------------------- | --- |
| 1    | Unlock My World - 발매일: 2023년 6월 5일 | 1. Attitude 2. #menow 3. Wishlist 4. In the Mirror 5. Don’t Care 6. Prom Night 7. Bring It On 8. What I Want 9. My Night Routine 10. 눈맞춤 |

### 미니 앨범
| 번호 | 앨범 정보                                      | 트랙 리스트                                                                                                 |
| ---- | ---------------------------------------------- | --- |
| 1    | To. Heart - 발매일: 2018년 1월 24일            | 1. 나에게로 오는 길 (Intro) 2. To Heart 3. 환상속의 그대 4. 피노키오 5. Be With You 6. 유리구두 (MAMA Ver.) |
| 2    | To. Day - 발매일: 2018년 6월 5일               | 1. 다가가고 싶어 2. 너를 따라, 너에게 3. 두근두근(DKDK) 4. 22세기 소녀 5. CLOVER 6. FIRST LOVE              |
| 3    | My Little Society - 발매일: 2020년 9월 16일    | 1. Feel Good (SECRET CODE) 2. Weather 3. 별의 밤 4. Somebody to love 5. 물고기                              |
| 4    | Midnight Guest - 발매일: 2022년 1월 17일       | 1. Escape Room 2. DM 3. Love is Around 4. Hush Hush 5. 0g                                                   |
| 5    | From Our Memento Box - 발매일: 2022년 6월 27일 | 1. Up And 2. Stay This Way 3. Blind Letter 4. Cheese 5. Rewind                                              |
| 6    | From Our 20's - 발매일: 2025년 6월 25일        | 1. LIKE YOU BETTER 2. REBELUTIONAL 3. LOVE=DISASTER 4. STRAWBERRY MIMOSA 5. TWISTED LOVE 6. MERRY GO ROUND  |

### 스페셜 싱글
| 앨범 정보                            | 트랙 리스트                                                                                    |
| ------------------------------------ | ---------------------------------------------------------------------------------------------- |
| From.9 - 발매일: 2018년 10월 10일    | 1. LOVE BOMB 2. DANCING QUEEN 3. 물들어 4. 두근두근 (From.9 ver.) 5. 22세기 소녀 (From.9 ver.) |
| Talk & Talk - 발매일: 2021년 9월 1일 | 1. Talk & Talk                                                                                 |
| from - 발매일: 2024년 12월 23일      | 1. from                                                                                        |

### 디지털 싱글
| 앨범 정보                                            | 트랙 리스트 |
| ---------------------------------------------------- | ----------- |
| fromis_9 PRE-DEBUT SINGLE - 발매일: 2017년 11월 30일 | 1. 유리구두 |

### 싱글 앨범
| 번호 | 앨범 정보                              | 트랙 리스트                                     |
| ---- | -------------------------------------- | ----------------------------------------------- |
| 1    | FUN FACTORY - 발매일: 2019년 6월 4일   | 1. FUN! 2. LOVE RUMPUMPUM 3. FLY HIGH           |
| 2    | 9 Way Ticket - 발매일: 2021년 5월 17일 | 1. Airplane Mode 2. WE GO 3. Promise            |
| 3    | Supersonic - 발매일: 2024년 8월 12일   | 1. Supersonic 2. Beat the Heat 3. Take A Chance |

### OST
| 앨범 정보                                          | 트랙 리스트                         |
| -------------------------------------------------- | ----------------------------------- |
| 크레이지 러브 OST Part.2 - 발매일: 2022년 3월 15일 | 1. Stay Alive 2. Stay Alive (Inst.) |

## 음반 외 활동

### 방송 활동
| 연도 | 방송사     | 제목                                                                | 출연                           | 날짜                  | 역할                                   |
| ---- | ---------- | ------------------------------------------------------------------- | ------------------------------ | --------------------- | -------------------------------------- |
| 2017 | Mnet       | 프로미스의 방                                                       | 전원                           | 10월 19일 ~ 11월 23일 | 고정출연                               |
| 2018 | MBC every1 | 주간 아이돌                                                         | 전원                           | 6월 6일               | 게스트                                 |
| 2018 | KBS2       | 1대 100                                                             | 이새롬, 노지선, 백지헌         | 6월 12일              | 참가자 (연예인 축구 응원단)            |
| 2018 | Mnet       | PRODUCE 48                                                          | 장규리                         | 6월 15일 ~ 8월 24일   | 참가자                                 |
| 2018 | MBC        | 추석특집 2018 아이돌스타 육상 볼링 양궁 리듬체조 족구 선수권대회    | 이새롬, 이채영, 이나경         | 9월 25일 ~ 9월 26일   | 참가자 (이나경 육상 60m 결승전 실격)   |
| 2019 | MBC        | 설특집 2019 아이돌스타 육상 볼링 양궁 리듬체조 승부차기 선수권 대회 | 장규리, 이나경                 | 2월 5일 ~ 2월 6일     | 참가자 (이나경 육상 60m 은메달)        |
| 2019 | SBS        | 백종원의 골목식당                                                   | 송하영, 장규리, 이나경         | 2월 21일              | 특별출연                               |
| 2019 | Mnet       | 너의 목소리가 보여                                                  | 장규리                         | 2월 22일              | 패널                                   |
| 2019 | KBS Kids   | 독서공감 서로서로                                                   | 이나경, 백지헌                 | 3월 2일 ~ 3월 16일    | 게스트                                 |
| 2019 | MBC        | 복면가왕                                                            | 장규리                         | 3월 17일              | 참가자 (봄봄봄 봄이 왔네요~ 봄꽃)      |
| 2019 | KBS Kids   | 독서공감 서로서로                                                   | 이새롬, 이나경                 | 3월 23일              | 게스트                                 |
| 2019 | KBS2       | 불후의 명곡                                                         | 장규리 외 전원                 | 3월 23일              | 참가자                                 |
| 2019 | MBC        | 마이 리틀 텔레비전 V2                                               | 노지선                         | 5월 4일 ~ 5월 18일    | 게스트                                 |
| 2019 | KBS2       | 대국민 토크쇼 안녕하세요                                            | 이새롬, 장규리                 | 5월 13일              | 게스트                                 |
| 2019 | MBC        | 마이 리틀 텔레비전 V2                                               | 송하영                         | 6월 15일 ~ 10월 21일  | 게스트                                 |
| 2019 | MBC        | 2019 추석특집 아이돌스타 선수권대회                                 | 전원                           | 9월 12일 ~ 9월 13일   | 참가자 (씨름 출전, 박지원 승마 금메달) |
| 2019 | MBC        | 복면가왕                                                            | 송하영                         | 11월 24일             | 참가자 (퀸카)                          |
| 2020 | Mnet       | 엠카운트다운                                                        | 송하영, 장규리                 | 9월 17일              | 스페셜 MC                              |
| 2020 | JTBC       | 히든싱어                                                            | 이새롬, 송하영, 장규리, 이나경 | 10월 16일             | 패널                                   |
| 2020 | KBS2       | 신상출시 편스토랑                                                   | 장규리, 백지헌                 | 10월 16일             | 패널                                   |
| 2020 | KBS2       | 신상출시 편스토랑                                                   | 이서연 외 전원                 | 10월 23일             | VCR 출연                               |
| 2020 | KBS2       | 신상출시 편스토랑                                                   | 장규리                         | 10월 16일             | 게스트                                 |
| 2020 | SBS MTV    | K-컬처원정대 인천이라 GO                                            | 송하영, 박지원, 노지선         | 10월 31일             | 출연자                                 |
| 2020 | KBS2       | 퀴즈 위의 아이돌                                                    | 장규리, 노지선                 | 11월 28일             | 게스트                                 |
| 2020 | SBS        | 맛남의 광장                                                         | 장규리, 노지선                 | 12월 3일 ~ 12월 17일  | 게스트                                 |
| 2020 | KBS2       | 신상출시 편스토랑                                                   | 장규리                         | 12월 25일             | 게스트                                 |
| 2021 | KBS2       | 신상출시 편스토랑                                                   | 장규리                         | 1월 1일               | 게스트                                 |
| 2021 | JTBC       | 팬텀싱어 올스타전                                                   | 송하영, 장규리                 | 2월 2일 ~ 2월 9일     | 현장 응원단                            |
| 2021 | JTBC       | 팬텀싱어 올스타전                                                   | 송하영, 장규리                 | 3월 9일 ~ 3월 16일    | 현장 응원단                            |
| 2021 | MBC        | 볼빨간 신선놀음                                                     | 노지선                         | 3월 19일 ~ 3월 26일   | 출연자 (하룻 강아지)                   |
| 2021 | MBC every1 | 주간 아이돌                                                         | 전원                           | 6월 16일              | 게스트                                 |
| 2021 | STATV      | 아이돌 리그                                                         | 전원                           | 6월 19일              | 게스트                                 |
| 2021 | FashionN   | 팔로우미 취향에 진심                                                | 장규리, 박지원                 | 9월 9일               | 게스트                                 |
| 2021 | Mnet       | 거치면 흥하리                                                       | 전원                           | 9월 13일              | 게스트                                 |
| 2021 | STATV      | 아이돌 리그                                                         | 전원                           | 9월 25일              | 게스트                                 |
| 2021 | Mnet       | TMI NEWS                                                            | 장규리, 이채영                 | 9월 29일              | 게스트                                 |
| 2021 | KBS2       | 불후의 명곡                                                         | 장규리, 박지원, 이채영, 백지헌 | 10월 9일              | 판정단                                 |
| 2021 | KBS2       | 불후의 명곡                                                         | 전원                           | 11월 20일             | 참가자                                 |
| 2022 | MBC every1 | 주간 아이돌                                                         | 전원                           | 1월 26일              | 게스트                                 |
| 2022 | SBS        | 2024 강원 동계 청소년 올림픽 특집방송 우리가 가는 길.               | 전원                           | 2월 24일              | 출연                                   |

### 화보
| 연도 | 잡지명                           | 출연                                                           |
| ---- | -------------------------------- | -------------------------------------------------------------- |
| 2017 | 퍼스트룩 146호                   | 전원                                                           |
| 2018 | 쎄씨 2018.01                     | 전원                                                           |
| 2018 | 디스패치 2018.02                 | 전원                                                           |
| 2018 | 디스패치 2018.06                 | 전원                                                           |
| 2018 | 싱글즈 2018.07                   | 전원                                                           |
| 2018 | 아이즈(IZE) 2018.10              | 전원                                                           |
| 2018 | 나일론 2018.11                   | 전원                                                           |
| 2019 | 코스모폴리탄 2019.07             | 장규리                                                         |
| 2019 | 한류ぴあ Vol.8 10월호            | 전원                                                           |
| 2019 | Kstyle 2019.11                   | 전원                                                           |
| 2019 | Girlswalker 11월호               | 전원                                                           |
| 2019 | Seventeen 12월호                 | 전원                                                           |
| 2019 | Myojo 12월호                     | 전원                                                           |
| 2019 | Non-no 12월호                    | 전원                                                           |
| 2019 | 코스모폴리탄 2019.12             | 이새롬                                                         |
| 2021 | 필라테스S May Vol.24             | 이새롬, 장규리, 박지원, 노지선, 이서연                         |
| 2021 | Zemming 2021.06                  | 전원                                                           |
| 2021 | RollingStone 2021.09             | 전원                                                           |
| 2021 | 코스모폴리탄(디지털화보) 2021.11 | 전원                                                           |
| 2022 | 위버스매거진 2021.01             | 전원                                                           |
| 2022 | 엘르 2월호                       | 백지헌                                                         |
| 2022 | 마리끌레르 4월호                 | 이새롬, 송하영, 장규리, 박지원, 노지선, 이서연, 이채영, 이나경 |

### 광고
| 연도 | 품목     | 기업명       | 브랜드명             | 출연                                                           | 비고                  |
| ---- | -------- | ------------ | -------------------- | -------------------------------------------------------------- | --------------------- |
| 2017 | 건강식품 | grn+         | 가르시니아녹차카테킨 | 전원                                                           | 전속모델              |
| 2017 | 교복     | 대원         | 아이비클럽           | 전원                                                           | 전속모델              |
| 2021 | 게임     | 크래프톤     | 배틀그라운드 모바일  | 전원                                                           | 퀵보이스, 음원 콜라보 |
| 2022 | 게임     | 넥슨         | 서든어택             | 이새롬, 송하영, 장규리, 박지원, 노지선, 이서연, 이채영, 이나경 | 캐릭터                |
| 2022 | 화장품   | 아우딘퓨쳐스 | 네오젠(NEOGEN)       | 전원                                                           | 전속모델              |

## 수상 내역

### 시상식
| 연도 | 시상식                         | 부문                       | 결과 | 출처   |
| ---- | ------------------------------ | -------------------------- | ---- | ------ |
| 2018 | 제13회 아시아 모델 어워즈      | 가수 부문 뉴스타상         | 수상 | [ 13 ] |
| 2018 | 제3회 아시아 아티스트 어워즈   | 가수 부문 AAA 라이징상     | 수상 |        |
| 2018 | 제10회 멜론 뮤직 어워드        | 여자 신인상                | 후보 |        |
| 2018 | 제20회 엠넷 아시안 뮤직 어워드 | 여자 신인상                | 후보 |        |
| 2019 | 2019 GLOBAL V LIVE             | ROOKIE TOP5                | 수상 |        |
| 2021 | 2021 브랜드 고객충성도 대상    | 핫트랜드 여자 아이돌 부문  | 수상 |        |
| 2021 | 2021 올해의 브랜드 대상        | 핫트랜드 여자 아이돌 부문  | 수상 |        |
| 2022 | 2022 K 글로벌 하트 드림 어워즈 | K 글로벌 베스트 퍼포먼스상 | 수상 |        |
| 2023 | 30주년 한터뮤직 어워즈 2022    | 포스트 제너레이션상        | 수상 |        |

### 가요 프로그램 1위
| 연도            | 수상 내역 (총 13회) |
| --------------- | --- |
| 2021년 (총 1회) | - Talk & Talk (총 1회) - 9월 7일 SBS MTV 《더 쇼》 더 쇼 초이스 |
| 2022년 (총 7회) | - DM (총 2회) - 1월 25일 SBS MTV 《더 쇼》 더 쇼 초이스 - 1월 26일 MBC M 《쇼 챔피언》 챔피언 송 - Stay This Way (총 5회) - 7월 5일 SBS M 《더 쇼》 더 쇼 초이스 - 7월 6일 MBC M 《쇼 챔피언》 챔피언 송 - 7월 7일 M.net 《엠카운트다운》 1위 - 7월 8일 KBS2 《뮤직뱅크》 K-Chart 1위 - 7월 9일 MBC 《쇼! 음악중심》 1위 |
| 2023년 (총 1회) | - #menow (총 1회) - 6월 13일 SBS M 《더 쇼》 더 쇼 초이스 |
| 2024년 (총 4회) | - Supersonic (총 4회) - 8월 20일 SBS M 《더 쇼》 더 쇼 초이스 - 8월 22일 M.net 《엠카운트다운》 1위 - 8월 23일 KBS2 《뮤직뱅크》 K-Chart 1위 - 8월 24일 MBC 《쇼! 음악중심》 1위 |